# Пиряны
Пиряны — деревня в Хиславичском районе Смоленской области России. Входит в состав Иозефовского сельского поселения. Население — 7 жителей (2007 год). 
Расположена в юго-западной части области в 10 км к юго-западу от Хиславичей, в 45 км западнее автодороги А141 Орёл — Витебск, на берегу реки Пырянка. В 45 км восточнее деревни расположена железнодорожная станция Крапивенская на линии Смоленск — Рославль.
Во многих источниках носит название Пыряны.

## История
До 1929 года Пиряны — центр Пирянской волости Мстиславского уезда Могилёвской губернии. С 1929 года — в составе Хиславичского района.
В годы Великой Отечественной войны деревня была оккупирована гитлеровскими войсками в июле 1941 года, освобождена в сентябре 1943 года.

## Достопримечательности
- Спасская церковь в деревне Пиряны 1899 г. - деревня Пиряны (церковь разрушена)